# Понизова, Ольга Валерьевна
Ольга Валерьевна По́низова (родилась 8 марта 1974 года в городе Москва) — советская и российская актриса театра и кино.

## Биография
Во время учебы в школе участвовала на занятиях в киношколе, которые проводила Алла Ивановна Степанова. 
Впервые снялась в возрасте 15 лет — дебютировала в кино «Не сошлись характерами», которое снял режиссёр Николай Александрович.
Выпускница театрального института имени Бориса Щукина (мастерская Аллы Казанской) 1995 года. После брака временно перестала заниматься съемками в кино, но впоследствии вернулась в актёрское искусство.
Работала актрисой в «Театре Луны» и Московском театре юного зрителя.
Являлась собственником 90 % акций ООО «Медиа-контент», которому принадлежит вещающий на Россию кабельный телеканал мужского стриптиза CandyMan (ООО «Кэнди»).

## Личная жизнь
Была в браке с телеведущим и телережиссёром Андреем Челядиновым. В 1995 году родила сына Никиту. Единственный сын актрисы трагически погиб в дорожной аварии 3 июля 2015 года).
Ведёт замкнутый образ жизни. По некоторым данным, занимается благотворительностью

## Фильмография
- 1989 — Не сошлись характерами — Пантелеева
- 1993 — Грех. История страсти — Нина
- 1995 — Всё будет хорошо — Оля
- 1998 — Зал ожидания — Ирина Семёновна Соколова
- 2001 — Бандитский Петербург. Фильм 3. «Крах Антибиотика» — Даша
- 2001 — На углу, у Патриарших 2 — Анюта
- 2002 — Две судьбы — Светлана
- 2002 — Пейзаж с убийством — Ксения
- 2002 — Зажигайка
- 2003 — Я всё решу сама 2: «Голос сердца» — Инна Малахова
- 2003 — Я всё решу сама: «Танцующая на волнах» — Инна Малахова
- 2005 — С Новым годом, папа!
- 2005 — Две судьбы 2 — Светлана Юсупова
- 2005 — Авантюристка — Таня Савичева
- 2006 — На углу, у Патриарших 4 — Анна
- 2007 — Дюжина правосудия — Жанна Таранова
- 2007 — Ты всегда будешь со мной — Тамара